# What the Health
What the Health – film dokumentalny z 2017 roku badający wpływ konsumpcji produktów mlecznych i mięsnych na zdrowie i kwestionuje praktyki wiodących organizacji medycznych i farmaceutycznych.
Lekarze Zubin Damania i Harriet A. Hall opisali film jako stronniczy, mylący i niebędący wiarygodnym źródłem informacji naukowej.

## Fabuła
Reklamowany jako „film o zdrowiu, którego organizacje zdrowotne nie chcą, żebyś oglądał”, film skupia się na Kipie Andersenie, który przeprowadza wywiady z lekarzami i innymi osobami, stwierdzając, że problemy zdrowotne to konsekwencja spożywania produktów mlecznych i mięsnych. Andersen również próbuje skontaktować się z reprezentantami wiodących organizacji zdrowotnych, ale nie jest zadowolony z ich odpowiedzi i rozmawia z innymi osobami by badać związek między przemysłem mięsnym, mleczarskim, farmaceutycznym i różnymi organizacjami medycznymi.

## Produkcja
What the Health to film Kipa Andersena i Keegan Kuhn, którzy napisali scenariusz, wyprodukowali go i wyreżyserowali. Wcześniej razem stworzyli film dokumentalny pt. Cowspiracy.
What the Health został sfinansowany przez kampanię crowdfundingową Indiegogo w marcu 2016, zbierając ponad 235 000 USD. Film został wydany na Vimeo 16 marca 2017.

## Osoby występujące w filmie
Następujące osoby zostały pokazane w filmie, w kolejności pojawiania się:
- Michael Greger (lekarz, autor bestsellerów New York Times)
- Michael Klaper (lekarz, autor)
- Neal Barnard (badacz kliniczny, autor, przewodniczący PCRM)
- Caldwell Esselstyn (program profilaktyczny chorób układu sercowo-naczyniowego, Cleveland Clinic Wellness Institute, autor)
- Kim A. Williams (kardiolog, prezes American College of Cardiology)
- John McDougall (lekarz, autor bestsellerów)
- Michel Simon (prawnik opieki zdrowotnej, autor)
- Steve-o (satyryk, aktor w filmie Jackass)
- Ryan Shapiro (historyk bezpieczeństwa narodowego, MIT)
- David Carter (były zawodnik NFL)
- Timothy Shieff (mistrz świata we freerunning, zawodnik American Ninja Warrior)
- TIA Blanco (profesjonalny surfer, podwójny mistrz świata ISA World Surfing)

## Krytyczna analiza
3 lipca 2017 Zubin Damania, lekarz i założyciel kliniki Turntable Health, występując pod pseudonimem ZDoggMD, zrecenzował film What the Health na kanale YouTube. Damania zgodził się z założeniem filmu, że dieta bogata w przetworzoną żywność ma negatywny wpływ na zdrowie, a amerykańska Agencja Żywności i Leków czasami oferuje „głupie zalecenia żywieniowe” sugerując jednakowe rozwiązania dla wszystkich. Jednakże również wypowiedział się, że w filmie często występuje błąd konfirmacji i wybiórczo podchodzi się do danych, jak również występują uproszczenia złożonych problemów zdrowotnych, a także zauważył w dokumencie dezinformację. Śmieszne (jego zdaniem) twierdzenie o „instytucjonalnym rasizmie” ze strony przemysłu mleczarskiego nazwał „najgłupszą [przekleństwo] rzeczą, jaką widział... Czuję, że straciłem [przekleństwo] komórki mózgu”. Joel Khan, kardiolog w filmie, odpowiedział na to pisząc artykuł pt. „Why ZDoggMD and His Toilet Humor Are Best Flushed and Forgotten”.
11 lipca 2017 lekarka Harriet A. Hall, znana jako SkepDoc, zrecenzowała film na łamach bloga Science-Based Medicine. W jej opinii „What the Health przedstawia bajkę, że wszystkim głównym chorobom... można zapobiec i wyleczyć je przez eliminację mięsa i nabiału z diety. To wyraźne wspieranie weganizmu, stronnicze i wprowadzające w błąd, i nie jest wiarygodnym źródłem informacji naukowej”. Na końcu swego artykułu zaznacza dobre aspekty diety roślinnej pisząc, że „istnieją niezaprzeczalne korzyści w diecie wegańskiej...” i że „jako społeczeństwo powinniśmy jeść więcej warzyw i owoców...”, ale zaznacza też, że „...dowody są niewystarczający, by zarekomendować dietę wegańską dla wszystkich”, oraz „nie powinniśmy całkowicie odrzucać produktów zwierzęcych”. Wreszcie zaleca we wszystkim umiar.